# Gliding (canción de Double)
«Gliding» es una canción compuesta e interpretada por el dúo suizo Double, publicada como segundo sencillo del tercer y último álbum de estudio Dou3le de 1987.

## Contenido
La canción cuenta con el trío de coristas llamado The Browns (Beverly Brown, Gloria Brown y Maxine Brown). Salió a la venta por primera vez en 1987 por las compañías discográficas Polydor, Metronome para Europa y por A&M Records para los Estados Unidos. Dos versiones fueron lanzadas, la versión que se encuentra en el álbum y que se la conoce como "extendida o larga" tiene una duración de 5 minutos, mientras que la editada es de 3 y medio.
El video que se grabó para la canción fue hecho como un collage de películas en blanco y negro y fue producido por los propios miembros del dúo. Cabe destacar que junto con "Devils Ball", fue interpretada en el programa de televisión alemán "Peters Popshow" en 1987. Sin embargo, la promoción y el lanzamiento del video de "Gliding" no lograron atraer la atención del público.

## Formatos
Sencillo de 7 pulgadas (Polydor Records 1987)
1. «Gliding» (Re-Touched Version) – 3:39
2. «Lakes In The Desert» – 4:43

Maxisencillo de 12 pulgadas y CD (Metronome 1987)
1. «Gliding» (Re-Touched Version) – 3:39
2. «Gliding» (Long Version) – 5:05
3. «Lakes In The Desert» – 4:43
4. The Captain of Her Heart (Bonus track) – 4:35

Sencillo de 7 pulgadas (Promo A&M Records 1987)
1. «Gliding» (Versión editada) – 3:30
2. «Gliding» (Versión editada) – 3:30

## Personal
- Kurt Maloo – Producción, voz principal, guitarra
- Felix Haug – Producción, piano, sintetizador
- The Browns – Coros